# گنجینه هاکسن

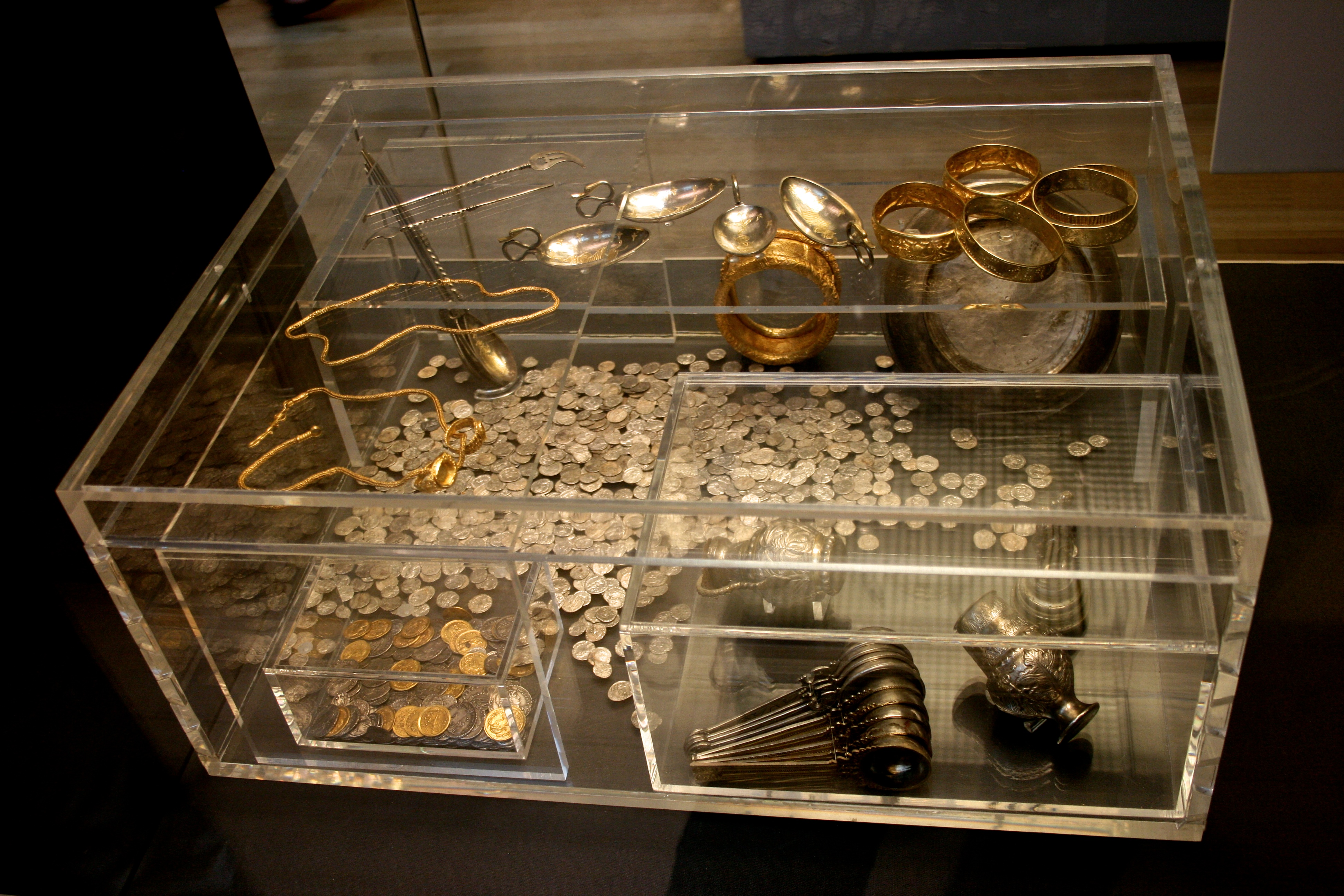

گنجینه هاکسن یا هاکسن هورد مجموعه بزرگ و گران‌قدری از آثار به جا مانده از اواخر دوران امپراطوری روم می‌باشد که در روستای هاکسن در شهرستان سافک بریتانیا کشف گردید. این گنجینه شامل قطعات عتیقه از جنس نقره و طلا می‌باشد که در بریتانیا کشف شده‌اند. علاوه بر این، گنجینه هاکسن شامل سکه‌های نقره و طلای کشف شده از نقاط دیگر اروپا مربوط به حکمرانی امپراطوران روم در قرن چهارم و پنجم میلادی نیز می‌باشد. این گنجینه در ۱۶ نوامبر ۱۹۹۲ در روستای هاکسن از توابع سافولک بریتانیا توسط شخصی با دستگاه فلزیاب بایگانی‌شده  در ۲۴ آوریل ۲۰۲۲ توسط Wayback Machine پیدا شد. حدود ۲۰۰ قطعه، شامل لوازم غذاخوری نقره به ویژه انواع قاشق، جواهراتی از جنس طلا و همچنین ۱۴٬۸۶۵ سکه از جنس نقره، طلا و برنز (مربوط به اواخر قرن چهارم و ابتدای قرن پنجم) نیز از زیر مجموعه‌های گنجینه هاکسن می‌باشند. گنجینه هاکسن توسط یک کشاورز به نام پیتر واتلینگ، در فاصله ۲٫۴ کیلومتری جنوب غربی روستای هاکسن کشف گردید. این اکتشاف به صورت اتفاقی در اثر گم شدن چکش پیتر واتلینگ و درخواست او از دوستش اریک لاوس بابت قرض گرفتن فلزیاب ساده جهت یافتن چکش، صورت پذیرفت.
l